# Dælenenga idrettspark
Le parc sportif Dælenenga (en norvégien : Dælenenga idrettspark) est complexe sportif situé dans le quartier de Grünerløkka à Oslo en Norvège. Il est composé d'un terrain de football en gazon synthétique, d'un club-house et d'une patinoire intérieure. Les installations sont la propriété de la municipalité d'Oslo et sont majoritairement utilisées par Grüner IL, le club sportif local.
Le site a ouvert ses portes en 1916 et était initialement destiné au football, à l'athlétisme et au patinage de vitesse. Le club-house a été achevé en 1928 et est depuis utilisé pour la pratique des arts martiaux. Dans les années 1930, le site constituait le principal stade de la ville d'Oslo pour la Workers Federation of Sports (en) tant et si bien qu'un  vélodrome a été ajouté entre 1929 et 1940. Un circuit de speedway a été construit en 1947 et a fonctionné jusqu'en 1968. La glace artificielle a été installée en 1985, suivie de l'ouverture de la patinoire en 1995, deux ans avant la pose du gazon synthétique.
Lors des Jeux olympiques d'hiver de 1952, le site a accueilli huit des trente-sept matchs de hockey sur glace ainsi que deux matchs de bandy.

## Histoire
Les travaux ont débuté en 1915, et le stade a été inauguré en 1916 en tant que lieu polyvalent destiné au football et à l'athlétisme, avec une capacité de 10 000 spectateurs. Pendant l'hiver, la piste était transformée en patinoire pour la pratique du patinage de vitesse. Dælenenga était l'un des deux complexes sportifs multisports desservant l'Est d'Oslo, aux côtés du Jordal Idrettspark (en). Le club-house, utilisé pour la lutte et la boxe, a ouvert ses portes en 1928. L'année suivante, la patinoire a laissé place à un vélodrome, qui a été opérationnel jusqu'en 1940. Pendant la Seconde Guerre mondiale, le club-house a été utilisé comme école.

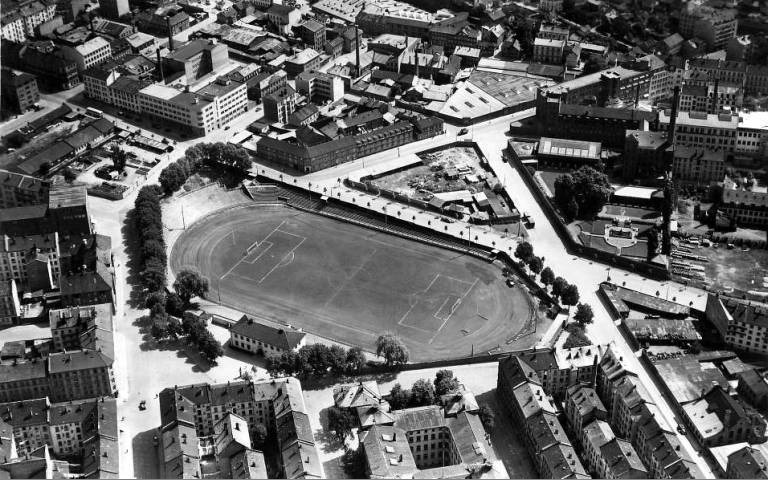
Vue aérienne du complexe sportif de Dælenenga en 1951.

En 1947, le vélodrome a été démantelé et la piste a été adaptée pour accueillir des courses de speedway. En prévision des Jeux olympiques d'hiver de 1952, le site a subi une importante modernisation avec l'installation d'une nouvelle horloge pour le hockey sur glace, d'un nouveau système d'éclairage et de nouvelles balustrades. Le circuit de speedway a été supprimé en 1968. Pendant les années 1980, le stade est devenu un point central pour le trafic de drogue, mais cette activité a décliné dans les années 1990. En 1985, une patinoire artificielle a été construite au nord du terrain de football, pour un coût de 2,1 millions de couronnes norvégiennes. Sur ce montant, le club multisport de Grüner IL a participé à hauteur de 1,3 million de couronnes norvégiennes par le biais de prêts. En parallèle, un nouveau terrain en gravier a été aménagé sur le terrain de football.
L'installation de la glace artificielle a suscité un engouement pour la pratique du hockey sur glace dans le quartier. Cela a incité le club à entamer l'élaboration de plans pour la construction d'une patinoire intérieure au-dessus de la surface artificielle. La conception de la salle a débuté en 1989 et en 1990, une proposition pour une structure en acier a été soumise. Cependant, celle-ci a été rejetée par la municipalité. Le club a alors engagé l'architecte Einar Dahle pour concevoir un nouveau plan
En 1994, la municipalité a lancé un programme de réaménagement des quartiers résidentiels du centre-ville, qui incluait des subventions pour la construction de Grünerhallen. Le coût de la salle était estimé à 23,4 millions de couronnes norvégiennes et le contrat a été attribué à Mur 6 Tax. Les travaux ont débuté en mars 1995 et la salle a ouvert ses portes le 6 octobre 1995, devenant ainsi la trentième patinoire intérieure de Norvège. En 1996, le conseil municipal a dû octroyer un financement supplémentaire de 4,6 millions de couronnes pour compenser les dépassements de coûts.

## Jeux olympiques d'hiver de 1952
Pour les Jeux olympiques, un système d'éclairage a été installé, une horloge spéciale indiquant le score a été mis en place et de nouveaux panneaux ont été fournis.
Les matches suivants ont eu lieu dans le parc:
- 15 février:  Suède 9-2  Finlande
- 16 février:  Tchécoslovaquie 6-0  Norvège
- 17 février:  Suisse 6-3  Pologne
- 18 février:  Canada 11-0  Pologne
- 21 février:  Canada 11-2  Suisse
- 22 février:  États-Unis 5-3  Pologne
- 23 février:  Canada 11-2  Norvège
- 24 février:  Suisse 6-3  Allemagne

## Aujourd'hui
Le parc est sous l'administration de la ville d'Oslo.